# Alex Wolff
Alexander Michael Wolff Draper (Manhattan, Nueva York; 1 de noviembre de 1997), más conocido como Alex Wolff, es un músico y actor estadounidense. Es reconocido por ser el baterista de la banda The Naked Brothers Band y además como actor de la serie de Nickelodeon que lleva el nombre de la banda.

## Carrera
Wolff comenzó a actuar a los ocho años en la película The Naked Brothers Band: The Movie, protagonizada por él y su hermano mayor, Nat Wolff. La película fue dirigida por su madre. Es hijo de Michael Wolff y Polly Draper. The Naked Brothers Band se disolvió porque su madre canceló su contrato con Nickelodeon. Entonces, él y su hermano se independizaron para tener su propia banda, esta vez real, "Nat y Alex Wolff" (también llamada "Natnalex" durante 2009). Él y su hermano, acompañados de varios músicos, dieron una gira por Estados Unidos en las que interpretaban las canciones de la serie, además de otras nuevas. Ha estado actuando en algunas películas e hizo una aparición especial en la serie Monk.
Los hermanos trabajaron en un disco que se llamó Black Sheep, el cual salió a la venta el 11 de octubre de 2011. Él y su hermano sacaron a continuación un nuevo disco, Throwbacks, a la venta desde el 15 de septiembre de 2013.
En 2024 rodó como protagonista la serie "So Long, Marianne", interpretando al mítico cantante Leonard Cohen durante los años que pasó en Londres y tenía 26 años.

## Filmografía

### Cine
| Año  | Título                             | Personaje            | Notas                          |
| ---- | ---------------------------------- | -------------------- | ------------------------------ |
| 2005 | The Naked Brothers Band: The Movie | Alex                 | Protagonista                   |
| 2009 | Mr. Troop Mom                      | Alex Wolff           | Película para televisión       |
| 2011 | La colina de las amapolas          | Riku Matsuzaki (voz) | Versión en inglés              |
| 2011 | The Sitter                         | Claiton              | Papel menor (amigo de Sleiter) |
| 2012 | The Empty Room                     | Allen                | Cortometraje                   |
| 2013 | A Birder's Guide to Everything     | Timmy Barsky         | Papel secundario               |
| 2013 | HairBrained                        | Eli Pettifog         | Protagonista                   |
| 2015 | Coming Throught the Rye            | Jamie Schwartz       |                                |
| 2016 | My Big Fat Greek Wedding 2         | Bennett              |                                |
| 2016 | In Dubious Battle                  | Jim Nolan            |                                |
| 2017 | Patriots Day                       | Dzhokhar Tsarnaev    |                                |
| 2017 | My Friend Dahmer                   | Derf                 | Protagonista                   |
| 2017 | Jumanji: Welcome to the Jungle     | Spencer Gilpin       | Protagonista                   |
| 2018 | Hereditary                         | Peter Graham         | Protagonista                   |
| 2018 | Dude                               | Noah                 | Protagonista                   |
| 2018 | Stella's Last Weekend              | Oliver               | Protagonista                   |
| 2019 | The Cat and the Moon               | Nick                 | Protagonista                   |
| 2019 | Jumanji: The Next Level            | Spencer Gilpin       | Protagonista                   |
| 2021 | Old                                | Trent Cappa          | Protagonista                   |
| 2023 | A Good Person                      | Mark                 |                                |
| 2023 | Oppenheimer                        | Luis Walter Alvarez  | Papel secundario               |
| 2024 | A Quiet Place: Day One             | Reuben               |                                |

### Televisión
| Año     | Título                  | Personaje       | Notas                                                        |
| ------- | ----------------------- | --------------- | ------------------------------------------------------------ |
| 2007-09 | The Naked Brothers Band | Alex/Alex Wolff | Protagonista (35 episodios)                                  |
| 2009    | Monk                    | Brian Willis    | Episodio: "Mr. Monk Goes Camping" (temporada 8, episodio 12) |
| 2010    | In Treatment            | Max Weston      | Papel recurrente (7 episodios)                               |